# Декстрин
Декстри́н — олигосахарид, получаемый термической обработкой картофельного или кукурузного крахмала. Образуется из крахмала в ротовой полости человека под действием α-амилаз.

## Применение
Применяется в основном для приготовления клеящих средств, а также в пищевой, лёгкой промышленности и литейном производстве. Основное значение процесса хлебопечения состоит в превращении нерастворимого крахмала в растворимые и легче усваиваемые организмом декстрины.
Зарегистрирован в качестве пищевой добавки E1400.

## Получение
Порошкообразный крахмал смешивается с небольшим количеством концентрированной ("дымящей") соляной кислоты до увлажнения. Затем выдерживается 6 часов в завёрнутом полиэтиленовом пакете и подсушивается  в сушильном шкафу при температуре 120—200  °C в течение 2,5—5 часов. Степень декстринизации устанавливается по цвету продукта: слабо-жёлтый декстрин растворим на 86 %, а полностью растворимый продукт имеет жёлтый цвет.